# Vipers Kristiansand
Vipers Kristiansand, tidigare Våg Vipers HK, är en damhandbollsklubb från Kristiansand i Norge. Klubben har spelat i Eliteserien sedan säsongen 2001/2002, vunnit sex norska mästerskapsguld och tre Champions League-titlar.

## Champions League
För första gången i historien vann Vipers Kristiansand Champions League i handboll säsongen 2020/2021. Det var superveteranen Katrine Lunde i målet och supertalangen Henny Reistad som var de viktigaste spelarna för Vipers. Vipers vann med 34-28 i Budapest över franska klubben Brest Bretagne. Vipers Kristiansand försvarade guldet och tog sitt andra 2022. Dom tog sitt tredje Champions League-guld i rad 2023.

## Spelartrupp 2023/24
| Nr | Land          | Pos | Namn                       |
| -- | ------------- | --- | -------------------------- |
| 1  | Sverige       | MV  | Sofie Börjesson            |
| 12 | Danmark       | MV  | Julie Stokkendal Poulsen   |
| 16 | Norge         | MV  | Katrine Lunde              |
| 9  | Sverige       | V9  | Jamina Roberts             |
| 23 | Nederländerna | V9  | Lois Abbingh               |
| 6  | Frankrike     | H9  | Océane Sercien-Ugolin      |
| 13 | Ryssland      | H9  | Anna Vjachireva            |
| 7  | Norge         | V9  | Martine Kårigstad Andersen |
| 8  | Norge         | H9  | Karine Dahlum              |
| 10 | Norge         | V6  | Vilde Jonassen             |
| 11 | Norge         | H9  | Silje Waade                |

| Nr | Land     | Pos | Namn                 |
| -- | -------- | --- | -------------------- |
| 14 | Norge    | H6  | Tuva Ulsaker Høve    |
| 15 | Norge    | M6  | Tuva Pharo           |
| 18 | Norge    | V6  | Mina Hesselberg      |
| 21 | Spanien  | H6  | Paula Arcos          |
| 20 | Spanien  | M6  | Lysa Tchaptchet      |
| 22 | Norge    | M9  | Marta Tomac          |
| 27 | Norge    | V6  | Sunniva Næs Andersen |
| 31 | Kroatien | M6  | Ana Debelić          |
| 33 | Tyskland | M6  | Luisa Schulze        |
| 37 | Tjeckien | H6  | Jana Knedlíková      |

## Medaljer
- Champions League-mästare: 2021[3], 2022, 2023
- Slutspelsvinnare i norska Eliteserien: 2018, 2019, 2021, 2022, 2023
- Serietiteln Eliteserien: 2018[4], 2019[5], 2020, 2021[6], 2022, 2023
- Norska Cupen: 2017, 2018, 2019, 2020, 2021, 2022/23